# Nelson (Gal·les)
Nelson és una població del sud de Gal·les, pertanyent al comtat de Sir Caerffili, que a causa de la proximitat amb Cardiff està creixent ràpidament. El seu nom gal·lès original (Ffos-y-Gerddinen, Fossat del "cerddinen", una rosàcia del gènere Sorbus) cedí el lloc al nom d'un "pub" local a causa de la dificultat de pronunciació.

Està situat vuit quilòmetres al nord de Pontypridd, que exerceix de mercat comarcal. Originalment un poble de minaires (carbó, ferro), Nelson està esdevenint, com més va, més, una zona residencial per a gent que treballa a Cardiff (27 quilòmetres al sud), gràcies als preus més reduïts de la propietat immobiliària.
Als afores al nord del poble es troba Llancaiach Fawr, una antiga mansió de voltants de 1530 en estil Tudor emprada actualment com a museu viu i centre de congressos. L'església de Nelson, dedicada a Sant Joan Baptista, pertany a la parròquia de Llanfabon i a la diòcesi de Llandaf. La població també té a Pentwyn Road la seu central de l'empresa de proveïment d'aigua de Gal·les (Dwr Cymru).
El county borough de Sir Caerffili està intentant construir un gran parc empresarial en Ty-Du, un terreny disputat; el Nelson Action Group s'oposa al projecte.

## Esports
A l'aire lliure i en el centre de la població destaca una pista de pilota gal·lesa a tres parets, la darrera d'aquesta mena existent a Gal·les, construïda per immigrants irlandesos a mitjans de 1860. Aquest esport, que recorda la pilota basca, es juga colpejant la pilota contra una o més parets amb el palmell de la mà. El joc pot ser d'un contra un o per parelles, i el frontó pot tenir una, dues, tres o quatre parets. L'objectiu del joc és picar la pilota contra la paret frontal abans o després que hagi botat un sol cop a terra, fent-ho de manera que la pilota reboti dins dels límits de la pista però fora de l'abast de l'equip contrari.
L'equip dels Nelson Unicorns és un dels equips de rugbi més antics de Gal·les.

## Personalitats notables nascudes a Nelson
- Kerry Wilde (1958), vint anys campió nacional de pilota gal·lesa, campió mundial de dobles (Chicago 2000), president de la Welsh Handball Association i "Personalitat Esportiva de Caerffili" del 2001[6]
- Simon Weston (1961), soldat que obtingué l'Orde de l'Imperi Britànic per les cremades sofertes en el decurs de la guerra de les Malvines (1982), quan les bombes enemigues calaren foc al vaixell Sir Galahad. En la postguerra aparegué nombroses vegades a la televisió i tingué un programa de ràdio propi, cosa que el donà anomenada arreu de Gran Bretanya.
- Sir Tasker Watkins (18 de novembre del 1918), antic jutge de la High Court of Justice condecorat amb la Creu Victòria, membre de l'Orde de l'Imperi Britànic i membre del "Consell Privat" de la Reina d'Anglaterra). Presidí la federació gal·lesa de rugbi (Undeb Rygbi Cymru) del 1993 al 2004.